# Championnat de France de football de deuxième division 1970-1971
Navigation
CFP2 1969-1970 National 1971-1972
Le Championnat National 1970-1971 est la première édition du championnat National, organisé par la Fédération française de football, créé pour faire la liaison entre le championnat de France professionnel et le championnat de France amateurs, lors de la réorganisation des championnats nationaux, entre 1970 et 1972, qui aboutit à une pyramide unique en 1972. Il n'est pas un second niveau, mais un championnat indépendant, et n'a donc absolument rien à voir avec la deuxième division professionnelle. Le championnat National est divisé en trois poules géographiques de seize clubs, et voit l’attribution du titre au Paris Saint-Germain FC, qui accède au championnat de France professionnel en compagnie du LOSC et de l’AS Monaco.

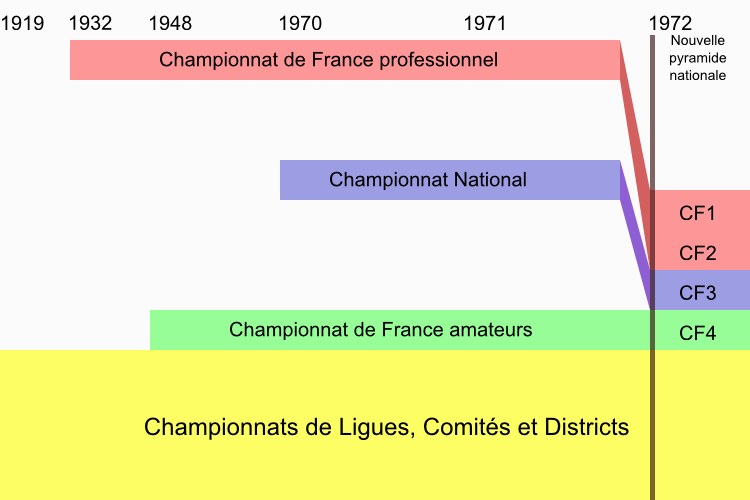
Graphe 1 : nouvelle pyramide nationale, projet soutenu par le GFP.

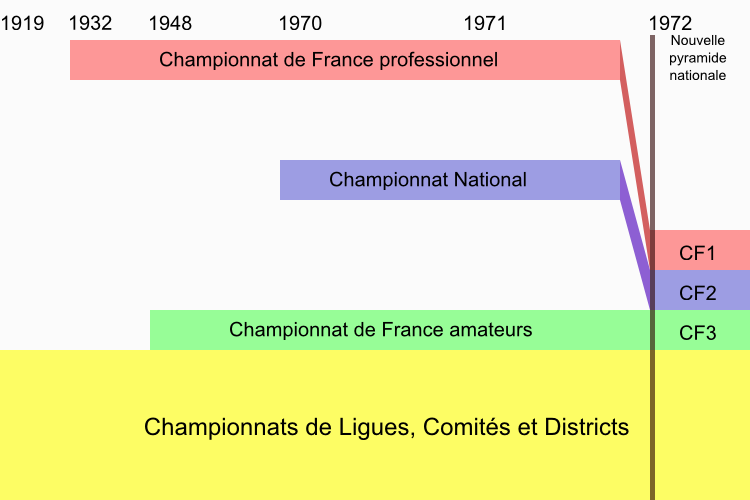
Graphe 2 : nouvelle pyramide nationale, projet retenu par la Fédération.

## Histoire
Au conseil national de juillet 1969, le projet d'unification des championnats amateurs et professionnels, avec l'institution d'un nouveau championnat National, pour des équipes à statut à la fois professionnel et amateur, est actée. Cette réorganisation des championnats nationaux, opérée conjointement par la Fédération française de football et le Groupement du football professionnel, va s'opérer sur deux saisons entre 1970 et 1972. La réforme est rendue possible grâce au retour au sein de la Fédération des équipes professionnelles.
Plusieurs possibilités sont envisagées pour la nouvelle hiérarchie nationale ; le GFP soutient la sauvegarde de deux niveaux professionnels, suivit par le National, et le CFA (voir graphe 1), conformément au protocole FFF-GFP. La Fédération française de football propose, avec le soutien du secrétaire d'État de la jeunesse et des sports, une hiérarchie simplifié sur trois niveaux : CFP, National, CFA (voir graphe 2), avec la disparition du deuxième niveau professionnel. L'Assemblée fédérale, du 18 avril 1970 à Paris, doit statuer sur le projet du règlement du Championnat National. L'ensemble du projet est adopté (malgré le vote contre de la Ligue d'Atlantique, et l'abstention de la Ligue de Picardie), mais les débats ont longuement portés sur le maintien, ou non, de la deuxième division professionnelle.
À l'issue d'une séance consultative, le 21 mars 1970, les clubs autorisés à utiliser des joueurs professionnels de D2 ont souhaité, à une large majorité, le maintien du deuxième niveau professionnel. Plusieurs réunion tenues par le Groupement du football professionnel, en avril, portent sur le sort réservé à la deuxième division professionnelle dans le cadre de la réorganisation des compétitions nationales.
Finalement, devant le peu de dossier de candidatures pour la D2 (seulement huit dossiers complets), sachant que la suppression du deuxième niveau professionnel est provisoire (la D2 professionnelle reviendra, mais en 1993, soit une absence provisoire de vingt-trois années), et devant l'intérêt supérieur du football, le Groupement du football professionnel accepte le projet de la Fédération (Graphe 2); le Conseil fédéral vote, le mercredi 6 mai 1970, la mise en application du championnat National, et fixe l'organisation suivante pour les deux saisons à venir : un championnat de France professionnel avec un groupe unique de vingt clubs, un championnat National de trois groupes de seize clubs, et un championnat de France amateur de six groupes de douze clubs. Ces trois championnats indépendants formeront pour la saison 1972-1973, la base de la nouvelle hiérarchie du football français, et seront rebaptisés respectivement CF1 (CFP), CF2 (National), et CF3 (CFA),. Ce projet sera modifié lors de l'Assemblée fédérale d'avril 1971 à Paris, pour le championnat de France amateurs principalement.

## Organisation
Le Championnat national (surnommé «Challenge de la Fédération») est organisé par la FFF, administré par le Groupement du football professionnel, et géré par une commission mixte composé de membres nommés par le Conseil fédéral et représentant le football amateur et le football professionnel. Cette Commission du Championnat National est chargé de l'organisation du championnat (calendrier, forfait, réclamations, caisse de solidarité, etc.). Elle délègue certains pouvoirs aux Ligues régionales pour l'organisation matérielle des matchs (désignation des délégués, contrôle des tickets d'entrée et des feuilles de recette, contrôle de l'application des règlements, etc.). La Commission est composée pour cette saison 1970-1971 de MM. Benoit, Burlaz, Camus, Gioanni, Larronde, Leroy, Mayol, Pujolle, Riolacci, Stahl, Viart et Vincenti.
L'épreuve se dispute en deux périodes : phase éliminatoire et phase finale.
Les règles de l'International Board sont appliquées, de même que les règlements généraux de la Fédération.
Phase éliminatoire :
- Les clubs, en trois groupes géographique de 16 équipes, se rencontrent en match aller et retour.
- Le classement se fait par addition de point : match gagné = deux points, nul = un point, perdu = zéro point. Un match perdu par forfait est réputé l'être par 3 buts à 0. Un match perdu par pénalité entraîne le retrait des points et l'annulation des buts marqué pour l'équipe disqualifiée, alors que l'équipe gagnante prend les deux points et conserve ses buts marqués.
- En cas d'égalité de points, intervient dans l'ordre : classement aux points des matchs joués entre ex æquo - goal average particulier (quotient des buts des matchs joués entre ex æquo) - goal average général -  match de classement sur terrain neutre, avec d'éventuelles prolongations - coups de pied de but (par série de cinq).
- En cas d'exclusion ou de forfait général en cours de saison, tous les résultats impliquant le club sont annulés (points, buts pour et contre).

Phase finale :
- Les premiers de chaque groupe se rencontrent en match simple, une fois sur son terrain, une fois à l'extérieur, selon un tirage au sort.
- le classement se fait comme pour la phase de groupes, idem en cas d'égalité.

Un objet d'art est remis en garde pour un an au vainqueur de l'épreuve, offert par la FFF qui en reste propriétaire.
Accession : pour la saison 1970-1971, les trois derniers classé du CFP descendent automatiquement en National, et sont remplacés par les premiers de chaque groupe, sauf s'il s'agit d'une équipe première, d'un club autorisé, et s'ils répondent aux conditions de participation de cette compétition (être autorisé à utiliser des joueurs professionnels, posséder un terrain homologué équipé pour les nocturnes de 10 000 places minimum, avoir 11 joueurs professionnels, 3 entraineurs, 6 équipes amateurs disputant des épreuves de Ligue, etc.).
Relégation : pour la saison 1970-1971, les deux derniers de chaque groupe de National sont relégués et remplacés par les 6 champions de groupe du CFA, sous réserve que ses derniers satisfassent aux conditions de participation à la compétition (disposer d'un stade homologué de 4.000 places minimum, avoir un entraineur, un moniteur, et pour les clubs «autorisé», 6 équipes amateurs, etc.).
Le règlement du Championnat National, saison 1970-1971, comporte 33 articles. On y trouve, outre les points ci-dessus, l’heure des matchs, la couleur des équipes, la qualification et les licences des joueurs, les réclamations, les frais de déplacement, etc..
Des modifications au règlement sont apportées lors de l'Assemblée fédérale d'avril 1971; elles concernent essentiellement la promotion-relégation en fin de saison avec le CFA : les équipes premières de clubs autorisés à utiliser des joueurs professionnels (équipes réserves à partir de la saison 1971-1972) ne sont plus admises dans le Championnat National.

## Les clubs participants
Suivant l'article 4 du règlement du Championnat National, les clubs suivants sont qualifiés pour disputer le Championnat National 1970-1971, sous réserve de satisfaire aux règlements en vigueur (amateur, professionnel, FFF, Ligues, etc.), de participer à la Coupe de France, et de s'engager dans la coupe régionale de leur Ligue.
- 14 clubs autorisés à utiliser des joueurs professionnels, non qualifié pour le Championnat de France professionnel.
- les trois premiers des cinq groupes du CFA 1969-1970 (15 clubs).
- 19 clubs choisis par une commission spéciale, nommée par le Conseil fédéral.

Un peu moins des deux tiers des équipes sont amateurs, les autres sont autorisés à utiliser des joueurs professionnels (noté [pro]).

### Groupe Nord[13]
- Amiens sporting club
- Entente Bagneaux-Fontainebleau-Nemours
- Racing Club Franc-Comtois [pro]
- Union sportive du grand Boulogne [pro]
- Athletic club de Cambrai
- Entente chaumontaise athletic cheminots [pro]
- Association sportive Creil et cheminots Creil-Nogent
- Union sportive dunkerquoise [pro]
- Racing club de Lens [pro]
- Lille OSC [pro]
- Stade olympique Merlebach
- Football club Mulhouse 1893
- Racing football club Paris-Joinville [pro]
- Football Club Sochaux-Montbéliard
- Racing Pierrots Strasbourg-Meinau
- Troyes Aube football

### Groupe Centre[14]
- Association amicale de la jeunesse blésoise
- FC Bourges
- Stade brestois
- Stade Malherbe caennais
- La Berrichonne
- Stade lavallois
- Havre athletic club
- Union sportive du Mans
- Limoges Football Club [pro]
- Football club lorientais [pro]
- Étoile des sports montluçonnais
- Paris Saint-Germain Football Club [pro]
- Stade poitevin patronage des écoles publiques de Poitiers
- Union sportive quevillaise
- Stade Quimpérois
- Football club de Rouen [pro]

### Groupe Sud[15]
- Association sportive aixoise [pro]
- Olympique d'Alès-en-Cevennes
- Gazélec FC Ajaccien
- Athlétic Club arlésien
- Olympique avignonnais [pro]
- Association sportive biterroise
- Association sportive de Cannes [pro]
- Football club de Grenoble [pro]
- Football club Gueugnonnais
- Étoile sportive et club naval de La Ciotat
- Association sportive de Monaco [pro]
- Union montilienne sportive
- Montpellier littoral football club [pro]
- Football club de Sète
- Sporting club de Toulon [pro]
- Union sportive de Toulouse

## Classement final de la phase éliminatoire

### Groupe Nord-Est
Victoire à 2 points
| Rang | Équipe                 | Pts | J  | G  | N  | P  | Bp | Bc | GA    |
| ---- | ---------------------- | --- | -- | -- | -- | -- | -- | -- | ----- |
| 1    | LOSC Lille             | 44  | 30 | 19 | 6  | 5  | 56 | 25 | 2,24  |
| 2    | ECAC Chaumont          | 42  | 30 | 17 | 8  | 5  | 42 | 19 | 2,211 |
| 3    | RC Lens                | 41  | 30 | 18 | 5  | 7  | 52 | 34 | 1,529 |
| 4    | USG Boulogne           | 39  | 30 | 15 | 9  | 6  | 54 | 40 | 1,35  |
| 5    | Entente B-F-N          | 32  | 30 | 9  | 14 | 7  | 43 | 31 | 1,387 |
| 6    | US dunkerquoise        | 32  | 30 | 11 | 10 | 9  | 42 | 36 | 1,167 |
| 7    | RP Strasbourg-Meinau   | 31  | 30 | 12 | 7  | 11 | 43 | 45 | 0,956 |
| 8    | FC Mulhouse            | 29  | 30 | 9  | 11 | 10 | 32 | 37 | 0,865 |
| 9    | RC Franc-Comtois       | 28  | 30 | 9  | 10 | 11 | 40 | 41 | 0,976 |
| 10   | Amiens SC              | 28  | 30 | 9  | 10 | 11 | 39 | 50 | 0,78  |
| 11   | Troyes AF              | 27  | 30 | 8  | 11 | 11 | 31 | 33 | 0,939 |
| 12   | RFC Paris-Joinville    | 27  | 30 | 9  | 9  | 12 | 36 | 51 | 0,706 |
| 13   | FC Sochaux-Montbéliard | 23  | 30 | 8  | 7  | 15 | 33 | 48 | 0,688 |
| 14   | AC Cambrai             | 22  | 30 | 6  | 10 | 14 | 44 | 52 | 0,846 |
| 15   | ASCC Creil-Nogent      | 21  | 30 | 8  | 5  | 17 | 32 | 47 | 0,681 |
| 16   | SO Merlebach           | 14  | 30 | 2  | 10 | 18 | 27 | 57 | 0,474 |

| Légende : Qualifications et relégations | Légende : Qualifications et relégations                  |
| --------------------------------------- | -------------------------------------------------------- |
|                                         | Promu en Première division Qualifié pour la poule finale |
|                                         | Relégation en troisième division                         |
|                                         | Rétrogradation                                           |
|                                         | P : Promu R : Relégué                                    |

### Groupe Centre-Ouest
Victoire à 2 points
| Rang | Équipe                 | Pts | J  | G  | N  | P  | Bp | Bc | GA    |
| ---- | ---------------------- | --- | -- | -- | -- | -- | -- | -- | ----- |
| 1    | Paris Saint-Germain FC | 45  | 30 | 17 | 11 | 2  | 52 | 23 | 2,261 |
| 2    | FC Rouen               | 41  | 30 | 16 | 9  | 5  | 53 | 25 | 2,12  |
| 3    | Limoges FC             | 36  | 30 | 13 | 10 | 7  | 50 | 35 | 1,429 |
| 4    | ES montluçonnais       | 35  | 30 | 13 | 9  | 8  | 56 | 39 | 1,436 |
| 5    | Stade brestois         | 35  | 30 | 11 | 13 | 6  | 49 | 39 | 1,256 |
| 6    | FC lorientais          | 34  | 30 | 13 | 8  | 9  | 44 | 31 | 1,419 |
| 7    | US quevillaise         | 34  | 30 | 11 | 12 | 7  | 44 | 36 | 1,222 |
| 8    | AAJ blésoise           | 34  | 30 | 13 | 8  | 9  | 33 | 35 | 0,943 |
| 9    | US du Mans             | 29  | 30 | 9  | 11 | 10 | 36 | 40 | 0,9   |
| 10   | La Berrichonne         | 24  | 30 | 6  | 12 | 12 | 32 | 40 | 0,8   |
| 11   | Stade Quimpérois       | 24  | 30 | 7  | 10 | 13 | 24 | 45 | 0,533 |
| 12   | FC Bourges             | 23  | 30 | 7  | 9  | 14 | 28 | 46 | 0,609 |
| 13   | Stade lavallois        | 23  | 30 | 7  | 9  | 14 | 30 | 49 | 0,612 |
| 14   | SPPEP Poitiers         | 22  | 30 | 4  | 14 | 12 | 25 | 44 | 0,568 |
| 15   | SM caennais            | 22  | 30 | 8  | 6  | 16 | 29 | 46 | 0,63  |
| 16   | Havre AC               | 19  | 30 | 6  | 7  | 17 | 37 | 49 | 0,755 |

| Légende : Qualifications et relégations | Légende : Qualifications et relégations                  |
| --------------------------------------- | -------------------------------------------------------- |
|                                         | Promu en Première division Qualifié pour la poule finale |
|                                         | Relégation en troisième division                         |
|                                         | Rétrogradation                                           |
|                                         | P : Promu R : Relégué                                    |

### Groupe Sud-Est
Victoire à 2 points
| Rang | Équipe                | Pts | J  | G  | N  | P  | Bp | Bc | GA    |
| ---- | --------------------- | --- | -- | -- | -- | -- | -- | -- | ----- |
| 1    | AS Monaco             | 47  | 30 | 22 | 3  | 5  | 71 | 23 | 3,087 |
| 2    | Olympique avignonnais | 40  | 30 | 17 | 6  | 7  | 53 | 25 | 2,12  |
| 3    | AS aixoise            | 38  | 30 | 17 | 4  | 9  | 50 | 32 | 1,563 |
| 4    | AS Cannes             | 38  | 30 | 14 | 10 | 6  | 43 | 28 | 1,536 |
| 5    | SC Toulon             | 31  | 30 | 13 | 5  | 12 | 37 | 37 | 1     |
| 6    | US Toulouse           | 30  | 30 | 12 | 6  | 12 | 36 | 33 | 1,091 |
| 7    | FC Gueugnonnais       | 30  | 30 | 12 | 6  | 12 | 40 | 45 | 0,889 |
| 8    | GFC Ajaccien          | 28  | 30 | 9  | 10 | 11 | 26 | 26 | 1     |
| 9    | FC Sète               | 28  | 30 | 11 | 6  | 13 | 33 | 43 | 0,767 |
| 10   | Montpellier LFC       | 28  | 30 | 11 | 6  | 13 | 33 | 43 | 0,767 |
| 11   | ESCN La Ciotat        | 27  | 30 | 9  | 9  | 12 | 35 | 45 | 0,778 |
| 12   | UMS Montélimar        | 27  | 30 | 10 | 7  | 13 | 31 | 43 | 0,721 |
| 13   | AC Arles              | 26  | 30 | 9  | 8  | 13 | 33 | 38 | 0,868 |
| 14   | AS biterroise         | 26  | 30 | 10 | 6  | 14 | 33 | 42 | 0,786 |
| 15   | FC Grenoble           | 20  | 30 | 7  | 6  | 17 | 25 | 45 | 0,556 |
| 16   | Olympique d'Alès      | 16  | 30 | 5  | 6  | 19 | 29 | 60 | 0,483 |

| Légende : Qualifications et relégations | Légende : Qualifications et relégations                  |
| --------------------------------------- | -------------------------------------------------------- |
|                                         | Promu en Première division Qualifié pour la poule finale |
|                                         | Relégation en troisième division                         |
|                                         | Rétrogradation                                           |
|                                         | P : Promu R : Relégué                                    |

## Phase finale
La formule du tournoi est appliquée pour permettre de décerner le titre de champion de National. Les vainqueurs de chaque groupe vont se rencontrer sur un seul match et le meilleur sera alors sacré champion.
Détails des matchs
| Match 1     | LOSC Lille              | 2 – 2   | AS Monaco                 |                                                                        |                                                                        |
| 28 mai 1971 | Deferrez 25e · Loup 44e | (2 – 1) | 32e Petit · 46e Dell'Oste | Stade Henri-Jooris, Lille Spectateurs : 6 000 Arbitrage : Roger Machin | Stade Henri-Jooris, Lille Spectateurs : 6 000 Arbitrage : Roger Machin |
| 28 mai 1971 | (rapport)               |         |                           | Stade Henri-Jooris, Lille Spectateurs : 6 000 Arbitrage : Roger Machin | Stade Henri-Jooris, Lille Spectateurs : 6 000 Arbitrage : Roger Machin |

| Match 2     | AS Monaco                | 2 – 2   | Paris SG                   |                                                                        |                                                                        |
| 6 juin 1971 | Floch 9e · Dell'Oste 24e | (2 – 1) | 13e (csc) Piana · 54e Bras | Stade Louis-II, Monaco Spectateurs : 1 905 Arbitrage : Gaston Eyroulet | Stade Louis-II, Monaco Spectateurs : 1 905 Arbitrage : Gaston Eyroulet |
| 6 juin 1971 | (rapport)                |         |                            | Stade Louis-II, Monaco Spectateurs : 1 905 Arbitrage : Gaston Eyroulet | Stade Louis-II, Monaco Spectateurs : 1 905 Arbitrage : Gaston Eyroulet |

| Match 3      | Paris SG                                             | 4 – 2   | LOSC Lille              |                                                                     |                                                                     |
| 12 juin 1971 | Béréau 1re · Rémond 20e · Guignedoux 68e · Prost 80e | (2 – 0) | 52e Bajić · 88e Dubaële | Stade Jean-Bouin, Paris Spectateurs : 4 755 Arbitrage : André Petit | Stade Jean-Bouin, Paris Spectateurs : 4 755 Arbitrage : André Petit |
| 12 juin 1971 | (rapport)                                            |         |                         | Stade Jean-Bouin, Paris Spectateurs : 4 755 Arbitrage : André Petit | Stade Jean-Bouin, Paris Spectateurs : 4 755 Arbitrage : André Petit |

| Rang | Équipe     | Pts | J | G | N | P | Bp | Bc | GA    |
| ---- | ---------- | --- | - | - | - | - | -- | -- | ----- |
| 1    | Paris SG   | 3   | 2 | 1 | 1 | 0 | 6  | 4  | 1,5   |
| 2    | AS Monaco  | 2   | 2 | 0 | 2 | 0 | 4  | 4  | 1     |
| 3    | LOSC Lille | 1   | 2 | 0 | 1 | 1 | 4  | 6  | 0,667 |

Le Paris Saint-Germain FC est sacré champion de National 1970-1971, et reçoit la garde du challenge de la Fédération pour un an.

## À l’issue de ce championnat
- Le Paris SG , le Lille OSC et l’AS Monaco sont promus en championnat de France professionnel.
- Équipes reléguées du CFP : le CS Sedan-Ardennes, l’US Valenciennes-Anzin et le RP Strasbourg-Meneau.
- 6 équipes issues du Championnat de France Amateurs sont promues en Championnat National : le CS Cuiseaux-Louhans du groupe Centre, l'AC Mouzon du groupe Est, le CA Mantes-la-Ville du groupe Nord, l'Évreux AC du groupe Ouest, le FC Martigues du groupe Sud-Est et l'ES rochelaise du groupe Sud-Ouest.
- À la suite des modifications du règlement (avril 1971), l'équipe première du FC Sochaux-Montbéliard est reléguée[17].
- En raison de la descente en Championnat National de l'équipe professionnelle du Racing Pierrots Strasbourg-Meinau, l'équipe première est reléguée[17].
- À la suite de ces deux relégations administratives, seul quatre équipes sont reléguées sportivement en 3e division : le dernier de chaque groupe; le SO Merlebach, le Havre AC et l’Olympique d'Alès, et le moins bons avant-dernier; le FC Grenoble.

## Sources
- Memento des compétitions nationales administrés par le Groupement du Football Professionnel : saison 1970-1971, Fédération française de football, 1970, 184 p.
- L'officiel du Groupement du Football Professionnel : saison 1971-1972, Fédération française de football, 1971, 292 p.
- France Football, No 1261 du 2 juin 1970, p. 3. Liste des clubs qualifiés pour la D2 1970-71 annoncée le 30 mai 1970 au Conseil fédéral de la FFF